# Calligrapha rowena
Calligrapha rowena es una especie de escarabajo del género Calligrapha, familia Chrysomelidae. Fue descrita científicamente por Knab en 1909.
Esta especie se encuentra en América del Norte.